# Бији (Калвадос)
Бији (фр. Billy) насеље је и општина у северној Француској у региону Доња Нормандија, у департману Калвадос која припада префектури Кан.
По подацима из 2011. године у општини је живело 346 становника, а густина насељености је износила 51,03 становника/km². Општина се простире на површини од 6,78 km². Налази се на средњој надморској висини од 30 метара (максималној 54 m, а минималној 27 m).

## Демографија
| 1962. | 1968. | 1975. | 1982. | 1990. | 1999. | 2011. |
| ----- | ----- | ----- | ----- | ----- | ----- | ----- |
| 204   | 210   | 218   | 282   | 325   | 317   | 346   |

График промене броја становника у току последњих година